# نورآباد حاجیلو
خان آباد حاجیلو، روستایی از توابع بخش مرکزی شهرستان کبودرآهنگ در استان همدان ایران است.

## جمعیت
این روستا در دهستان حاجی لو قرار دارد و براساس سرشماری مرکز آمار ایران در سال ۱۳۹۵، جمعیت آن ۲۳۱۱ نفر (۶۹۴ خانوار) بوده‌است.